# Женская сборная Чехословакии по волейболу
Женская национальная сборная Чехословакии по волейболу (чеш. Československá národní volejbalové družstvo žen, словац. Československá národné volejbalové družstvo žien) — до 1993 года представляла Чехословакию на международных соревнованиях по волейболу. Управляющей организацией выступал Чехословацкий волейбольный союз (Československy volejbalovy svaz — ČSVS).

## История
В 1922 году была образована Федерация баскетбола и волейбола Чехословакии. В 1946 из неё выделился Чехословацкий волейбольный союз (Československy volejbalovy svaz — ČSVS), являвшийся одним из учредителей ФИВБ и её член с 1947 года.
Дебют женской национальной команды Чехословакии в официальных международных соревнованиях ФИВБ состоялся в сентябре 1949 года на первом чемпионате Европы, прошедшем в столице Чехословакии Праге. В первом своём матче сборная хозяев соревнований обыграла команду Франции со счётом 3:0. В последующем чехословацкая сборная одержала ещё три «сухие» победы и потерпела одно поражение 0:3 от команды СССР, заняв в итоге 2-е место.
В 1950-е—1960-е годы женская национальная команда Чехословакии являлась одной из сильнейших сборных мира. За эти два десятилетия чехословацкие волейболистки дважды становились бронзовыми призёрами чемпионатов мира (в 1952 и 1960) и 5 раз выигрывали медали европейских континентальных первенств, в том числе золотые в 1955 году. Сильнейшими игроками сборной этого периода были Индра Батькова-Гола, Божена Цигрова, Богумила Валашкова, Драгослава Кржижова, Регина Моталикова-Обадалкова, Бела Штулцова-Пацликова, Либуше Свозилова и другие. 
С начала 1970-х результаты женской сборной Чехословакии пошли на спад. После 1972 года команда ни разу не сумела квалифицироваться на Олимпийские игры, на чемпионатах мира не попадала даже в первую десятку, а на первенствах Европы за период с 1975 по 1985 годы ни разу не была в числе призёров.  
На чемпионате Европы 1987 года сборная Чехословакии после долгого перерыва сумела взойти на бронзовую ступень пьедестала почёта, пропустив вперёд себя лишь лидеров европейского волейбола 1980-х — сборные ГДР и СССР.
После объявления о предстоящем с 1 января 1993 года распаде Чехословакии Чехословацкий волейбольный союз разделился на Чешский волейбольный союз и Словацкую волейбольную федерацию. С сезона 1992/1993 стали проводиться отдельные чемпионаты Чехии и Словакии. 1992 год юридически стал последним и в истории сборной Чехословакии, но в связи с тем, что финальная стадия чемпионата Европы 1993 года была запланирована к проведению в этой стране, то Европейской конфедерацией волейбола было принято решение об участии в континентальном первенстве объединённой сборной Чехии и Словакии. Именно 7 матчей на этом турнире объединённой команды, состоявшей впрочем из одних чешских волейболисток, и стали фактически последними для сборной уже не существовавшей страны. Победив в полуфинале команду Украины 3:2 и проиграв в финале России 0:3, сборная Чехословакии на этой «серебряной» ноте завершила своё существование.

## Результаты выступлений и составы

### Олимпийские игры
- 1964 — не квалифицировалась
- 1968 — 6-е место
- 1972 — 7-е место
- 1976 — не квалифицировалась
- 1980 — не квалифицировалась
- 1984 — не квалифицировалась
- 1988 — не квалифицировалась
- 1992 — не квалифицировалась

- 1968: Анна Мифкова, Елена Полакова-Москалова, Ева Широка, Гана Власакова, Гильда Мазурова, Ирена Тиха-Свободова, Итка Сенецка, Юлия Бендеова, Карла Шашкова, Павлина Штефкова, Вера Грабакова, Вера Штрунцова. Тренер — Методий Маха.
- 1972: Анна Мифкова, Дарина Кодайова, Дорота Елинкова, Елена Москалова, Гана Власакова, Гильда Мазурова, Ирена Тиха-Свободова, Ивана Моулисова, Итка Сенецка, Людмила Виндушкова, Мария Малишова, Яна Вапенкова. Тренер — Станислав Шенбергер.

### Чемпионаты мира
| - 1952 — 3-е место - 1956 — 4-е место - 1960 — 3-е место - 1962 — 6-е место - 1967 — отказ от участия - 1970 — 6-е место | - 1974 — 17-е место - 1978 — 12-е место - 1982 — отказ от участия - 1986 — 11-е место - 1990 — не квалифицировалась |

- 1952: Индра Гола (Батькова), Божена Цигрова, Бронислава Досталова, Богумила Валашкова, Зденка Черна, Божена Люточкова, Регина Моталикова, Бела Штулцова, Либуше Свозилова, Ружена Свободова, Вера Бохенкова, Эма Рообова. Тренер — Мирослав Ровны.
- 1956: Богумила Валашкова, Либуше Свозилова, Ленка Кучерова, Гана Моравцова, Алена Нечасова, Либуше Нойгебауэрова, Регина Моталикова, Божена Люточкова, Бела Штулцова, Индра Гола, Сватава Штаудова, Ярослава Шинделаржова. Тренер — Методий Маха.
- 1960: Драгослава Кржижова, Регина Обадалкова (Моталикова), Либуше Шормова (Нойгебауэрова), Сватава Вражелова (Штаудова), Соня Голубова, Либуше Киселкова, Гана Моравцова, Либуше Свозилова, Надя Шпелинова, Такана Ульмонова, Гедвика Штефлова, Божена Жижковска. Тренер — Йозеф Чепшива.
- 1962: Драгослава Кржижова, Ярослава Толарова (Шинделаржова), Соня Голубова, Либуше Герштова (Киселкова), Регина Обадалкова (Моталикова), Надя Шпелинова, Гана Микулецка (Моравцова), Юлия Бендеова, Вера Дерфлова, Ирена Градкова, Д.Копова, Б.Сватушкова. Тренер — Антонин Киндр.
- 1970: Анна Мифкова, Гана Власакова, Карла Шашкова, Яна Галкова, Дора Елинкова, Итка Сенецка, Паулина Штефкова, Дарина Кодайова, Людмила Виндушкова, Ирена Свободова, Ярослава Баниова. Тренер — Станислав Шенбергер.
- 1974: Ирена Свободова, Гана Власакова, Ирена Полакова (Москалова), Ивана Моулисова, Фабиковичова, Гронова, Качмачкова, Климова, Паржизкова, Пеханова, Соучкова, Ярослава Вондракова (Баниова). Тренер — Рихард Бёниш.
- 1978: Бартошова, Благова, Фабиковичова, Иржебенова, Кошкова, Кюткова, Лангшадлова, Прейзова, Роговска, Схранилова, Таллова, Урбашкова. Тренер — Антонин Киндр.
- 1986: Баракова, Бромова, Даниэла Цуникова, Ева Досталова, Дворжакова, Владена Голубова, Гомолкова, Станислава Кралова, Таня Кремпаска, Лайчакова, Симона Манделова, Люция Вацлавикова. Тренер — Владимир Ганчик.

### Чемпионаты Европы
| - 1949 — 2-е место - 1950 — 3-е место - 1951 — не участвовала - 1955 — 1-е место - 1958 — 2-е место - 1963 — 6-е место - 1967 — 3-е место - 1971 — 2-е место - 1975 — 5-е место | - 1977 — 5-е место - 1979 — 7-е место - 1981 — 6-е место - 1983 — 8-е место - 1985 — 4-е место - 1987 — 3-е место - 1989 — 5-е место - 1991 — 5-е место - 1993 — 2-е место |

- 1949: Индра Батькова, Мария Берновска, Божена Цигрова, Итка Цвилинкова, Алена Чадилова, Бронислава Досталова, Ярмила Грудова, Милена Кримлова, Нада Маринчакова, Ярослава Мировицка, Богумила Валашкова, Зденка Заплатилкова. Тренер — Мирослав Ровны.
- 1950: Индра Батькова, Божена Цигрова, Милена Кримлова, Зденка Заплатилкова, Соня Бурьянова, Зденка Черна, Либуше Гудкова, Ленка Кучерова, Иржина Мировицка, Ярмила Войнарова. Тренер — Ян Фидлер.
- 1955: Индра Гола (Батькова), Богумила Валашкова, Ленка Кучерова, Драгослава Кржижова, Божена Люточкова, Регина Моталикова, Алена Нечасова, Либуше Нойгебауэрова, Ярослава Шинделаржова, Сватава Штаудова, Бела Штулцова, Альжбета Техновска. Тренер — Методий Маха.
- 1958: Драгослава Кржижова, Регина Моталикова, Сватава Вражелова (Штаудова), Бела Пацликова (Штулцова), Соня Голубова, Либуше Киселкова, Гана Моравцова, Либуше Свозилова, Надя Шпелинова, Божена Штефлова, Анна Угринова, Такана Ульмонова. Тренер — Йозеф Чепшива.
- 1967: Юлия Бендеова, Вера Грабакова, Ирена Градкова, Гильда Мазурова, Елена Полакова, Надежда Пражанова, Станислава Регбергерова, Итка Сенецка, Карла Шашкова, Ева Широка, Паулина Штефкова, Вера Штрунцова. Тренер — Методий Маха.
- 1971: Елена Москалова (Полакова), Ярослава Баниова, Яна Галкова, Дора Елинкова, Дарина Кодайова, Зузана Мала, Мария Малишова, Анна Мифкова, Яна Семецка, Ирена Свободова, Людмила Виндушкова, Гана Власакова. Тренер — Станислав Шенбергер.
- 1987: Ева Досталова, Леона Голдемундова, Владена Голубова, Станислава Кралова, Таня Кремпаска, Романа Кумпохова, Симона Манделова, Ивана Матейичкова, Павлина Шенолдова, Люция Вацлавикова, Даниэла Цуникова, Ева Трнкова. Тренер — Йозеф Столаржик.
- 1993: Ярослава Байерова, Яна Юрашова, Станислава Кралова, Яна Пехова, Марцела Ричелова, Ева Штепанчикова, Ева Шилганова, Люция Вацлавикова, Михаэла Вечеркова, Эстер Волицерова, Ева Востржейшова, Здена Циммерманнова. Тренер — Милан Кафка.

### «Дружба-84»
- 1984 — 10-е место

### Игры доброй воли
- 1986 — 6-е место
- 1990 — не участвовала

### Кубок весны
Женская сборная Чехословакии один раз побеждала (в 1991 году) и один раз становилась серебряным призёром (в 1992) в традиционном международном турнире Кубок весны (Spring Cup), который ежегодно (с 1962 для мужских и с 1973 для женских сборных команд) проводился по инициативе федераций волейбола западноевропейских стран.

## Тренеры
| - 1949 — Мирослав Ровны - 1950 — Ян Фидлер - 1952 — Мирослав Ровны - 1955—1956 — Методий Маха - 1958—1960 — Йозеф Чепшива - 1962—1963 — Антонин Киндр - 1967—1968 — Методий Маха - 1970—1972 — Станислав Шенбергер | - 1974—1975 — Рихард Бёниш - 1977—1979 — Антонин Киндр - 1981 — Михал Нерад - 1983 — Пётр Коп - 1985—1986 — Владимир Ганчик - 1987—1989 — Йозеф Столаржик - 1990—1993 — Милан Кафка |